# الانتخابات التشريعية السورية 2024
أقيمت الانتخابات التشريعية في سورية عام 2024 من أجل انتخاب الدور التشريعي الرابع من مجلس الشعب في 15 يوليو / تموز 2024، بعد إقرار الدستور السوري الجديد عام 2012، والثلاثين منذ بداية الدولة السورية.
حيث أصدر الرئيس السوري بشار الأسد بتاريخ 11 مايو / أيار 2024، المرسوم رقم (99) لعام 2024 القاضي بتحديد يوم الإثنين الموافق لـ 15-7-2024 موعداً لانتخاب أعضاء مجلس الشعب للدور التشريعي الرابع. كما حدد المرسوم عدد أعضاء مجلس الشعب المخصص لكل من قطاع العمال والفلاحين وقطاع باقي فئات الشعب في الدوائر الانتخابية.
شهدت هذه الانتخابات اعتماد حزب البعث الحاكم نظام “الاستئناس الحزبي” لأول مرة في انتخابات البرلمان كوسيلة لاختيار مرشحي الحزب. تقوم عملية الاستئناس على فكرة إجراء انتخابات داخل صفوف حزب “البعث” على كافة مستويات قواعده يختار خلالها أعضاء الحزب مرشحيهم للانتخابات. ونص قرار الاعتماد على الاستئناس الحزبي عام 2020 على أن يختار البعثيون ضعف العدد المطلوب في كل فرع من المحافظة. بمعنى أن الحزب إذا أراد ترشيح 5 أشخاص عن دائرة ما يقوم الحزبيون باختيار 10 مرشحين. وتحال نتائج هذه الانتخابات إلى قيادة الحزب لتختار بدورها المرشحين الـ 5 النهائيين. علماً أنها غير مقيّدة بخيارات القواعد فقد تختار اسماً من خارج الأسماء الناجحة في “الاستئناس”.
وبتاريخ 11 أغسطس / آب 2024، أصدر الرئيس بشار الأسد المرسوم رقم 204 للعام 2024 القاضي بدعوة مجلس الشعب للدور التشريعي الرابع للانعقاد لأول مرة يوم الأربعاء المصادف في 21/8/2024.

## المقاطعة
أعلن “مجلس سوريا الديمقراطية” مقاطعته للانتخابات التشريعية لمجلس الشعب السوري، وأصدر بياناً دعا المدنيين إلى الامتناع عن المشاركة فيها. ومنعت “قسد” (الجناح العسكري) وضع صناديق الاقتراع في المناطق التي تسيطر عليها، في مدن منبج والطبقة وعين العرب والرقة والريف الشرقي لمدينة دير الزور، بالإضافة إلى بقية المناطق الخاضعة لسيطرتها في منطقتي القامشلي والحسكة.

## النظام الانتخابي
يتم انتخاب جميع أعضاء مجلس الشعب البالغ عددهم 250 من 15 دائرة انتخابية متعددة الأعضاء. وينصّ قانون الانتخاب السوري على تقسيم المرشّحين إلى «فئة أ» و«فئة ب»، وتشمل «الفئة أ» الفلّاحين والعمّال، ويكون من ضمن العمال جميع المنتسبين للنقابات، والذين ليسوا مشتركين في عمل تجاري أو صناعي خاص، ويكون لهذه الفئة نصف مقاعد المجلس على الأقل، بينما تشمل «الفئة ب» على باقي فئات المرشحين سواء من المستقلين أو من منتسبي الأحزاب السياسية.

## المرشحين

### قائمة الوحدة الوطنية
أعلن حزب البعث العربي الاشتراكي الحاكم عن قوائم مرشحي أحزاب تحالف الجبهة الوطنية التقدمية. لخوض الانتخابات البرلمانية المقررة. قبل بضعة أيام من موعد دخول مرحلة الصمت الانتخابي.
بلغ العدد الإجمالي لمرشحي قائمة “الوحدة الوطنية” في كافة الدوائر الانتخابية 99 مرشح في الفئة (أ) و86 في الفئة (ب) بمجموع 185 مرشح، ما يمثل نسبة 74% من إجمالي المقاعد المتاحة. وبزيادة ترشيحين عن الدورة الماضية. وتم منح أحزاب الجبهة المتحالفة مع البعث 16 مرشحاً، بنسبة 8,64% من إجمالي مرشحي القوائم. وهو نفس عدد المرشحين الممنوح لهم في الانتخابات السابقة.
طال التجديد نسبة كبيرة من الترشيحات، حيث أن عدد المرشحين الذين سبق لهم شغل عضوية مجلس الشعب سابقاً بلغ 67 مرشحاً بنسبة 36.2% من إجمالي المرشحين. مقابل 118 مرشحاً جديداً. وفي المقابل سجلت حصة النساء انخفاضاً بنسبة 16,6% ضمن القوائم عما كانت عليه في الدور السابق. فبعد أن كان عدد المرشحات في الانتخابات الماضية 24 مرشحة انخفض العدد إلى 20 مرشحة حالياً. أي أن حصة نصف المجتمع ضمن القوائم أصبحت أقل من 11% من إجمالي عدد المرشحين.
كما ظهر تفاوت في عدد ونسبة المقاعد التي لم تنافس عليها قوائم “الوحدة الوطنية”. ففي “دمشق” كانت النسبة الأكبر بين المحافظات بنسبة 44.83% بواقع 13 مقعداً. تليها “حلب” بنسبة 40% بواقع 8 مقاعد. و”القنيطرة” 40% بمقعدين تليها “السويداء” بمقعدين نسبتهما 33.34% وقائمة مناطق “حلب” بـ 10 مقاعد نسبتهم 31.25%. في حين أن “إدلب” كانت الأقل مع مقعدين بنسبة 11.12%. تليها “دير الزور” بمقعدين نسبتهما 14.29% و”طرطوس” بمقعدين 15.39% و”ريف دمشق” بـ 3 مقاعد بنسبة 15.79%.
| الحزب                        | عدد المرشحين |
| ---------------------------- | ------------ |
| البعث العربي الاشتراكي       | 169          |
| السوري القومي الاجتماعي      | 3            |
| الشيوعي السوري الموحد        | 2            |
| الشيوعي السوري (جناح بكداش)  | 2            |
| العهد الوطني                 | 2            |
| الاتحاد العربي الديمقراطي    | 2            |
| الوحدويين الاشتراكيين        | 2            |
| الاتحاد الاشتراكي العربي     | 2            |
| الوحدوي الاشتراكي الديمقراطي | 1            |

### أحزاب المعارضة الداخلية
اقتصرت مشاركة بعض الأحزاب المرخصة في الداخل السوري على ترشيح أفراد من صفوفها ولم تعلن عن إطلاق قوائم باسم الحزب، بينما لم تعلن أحزاب مثل “الإرادة الشعبية” أو “تيار طريق التغيير السلمي” مشاركتها في العملية الانتخابية بصفتها أحزاب معارضة من الداخل السوري.

### توزع المرشحين
بعد صدور قوائم الوحدة الوطنية انسحب 7437 مرشحاً من أصل 8953 ولم يبقَ في دائرة التنافس سوى 1516 مرشحاً. 409 منهم في القطاع (أ) و1107 في القطاع (ب) تنافسوا للفوز بعضوية مجلس الشعب المؤلف من 250 مقعداً. أما مراكز الاقتراع فبلغ عددها 8151 مركزاً.

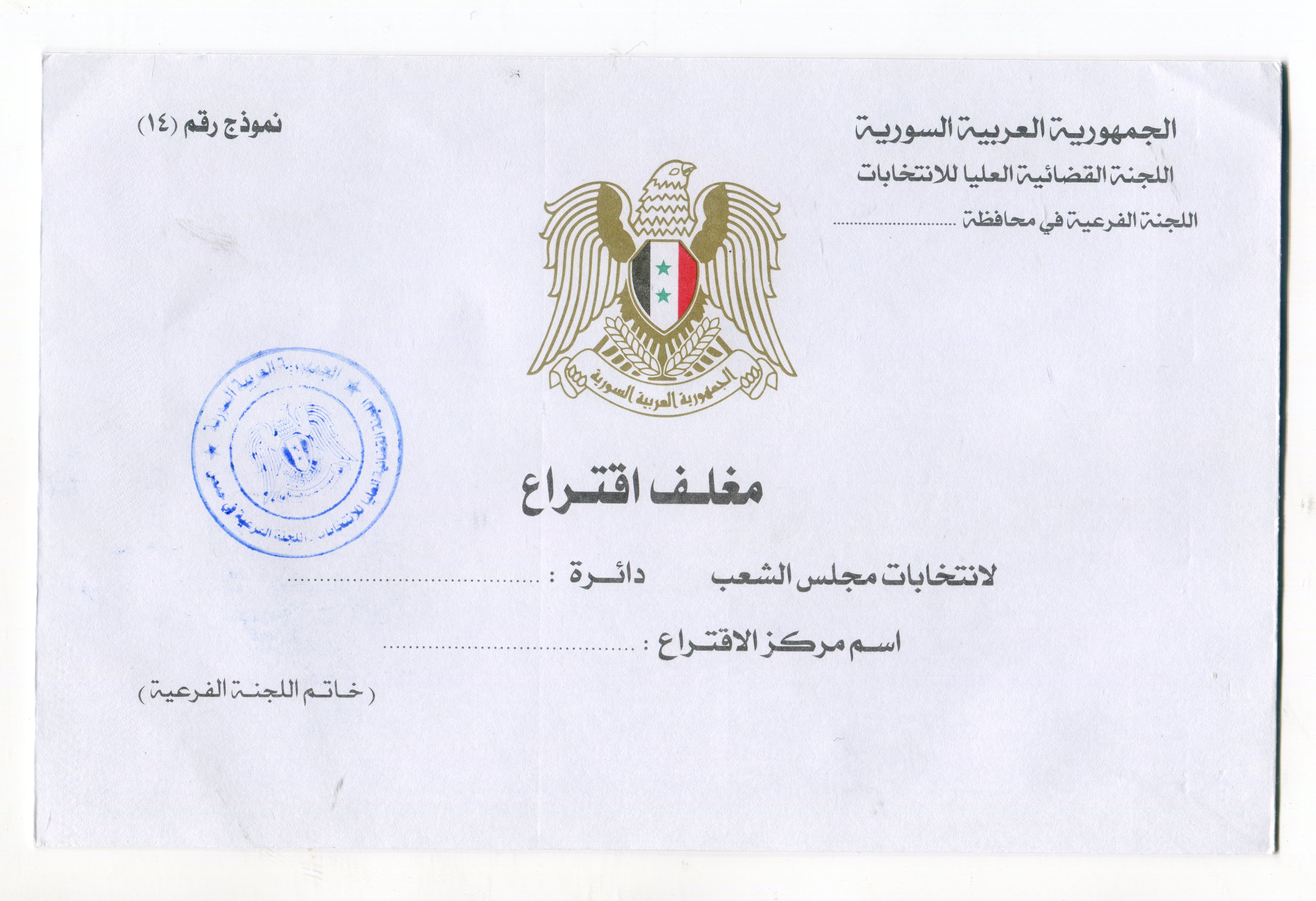

| الدائرة الانتخابية | إجمالي المقاعد المخصصة | مقاعد "الفئة أ" | مقاعد "الفئة ب" | السكان (تقدير 2011) | عدد المرشحين (15 يوليو) | عدد المراكز الانتخابية |
| ------------------ | ---------------------- | --------------- | --------------- | ------------------- | ----------------------- | ---------------------- |
| محافظة دمشق        | 29                     | 10              | 19              | 1,754,000           |                         |                        |
| محافظة ريف دمشق    | 19                     | 10              | 9               | 2,836,000           |                         |                        |
| مدينة حلب          | 20                     | 7               | 13              | 2,132,100           |                         |                        |
| مناطق حلب          | 32                     | 17              | 15              | 2,735,900           |                         |                        |
| محافظة حمص         | 23                     | 11              | 12              | 1,803,000           |                         |                        |
| محافظة حماة        | 22                     | 13              | 9               | 1,628,000           |                         |                        |
| محافظة إدلب        | 18                     | 12              | 6               | 1,501,000           |                         |                        |
| محافظة اللاذقية    | 17                     | 9               | 8               | 1,008,000           |                         |                        |
| محافظة طرطوس       | 13                     | 6               | 7               | 797,000             |                         |                        |
| محافظة الرقة       | 8                      | 4               | 4               | 944,000             |                         |                        |
| محافظة دير الزور   | 14                     | 8               | 6               | 1,239,000           |                         |                        |
| محافظة الحسكة      | 14                     | 8               | 6               | 1,512,000           |                         |                        |
| محافظة درعا        | 10                     | 5               | 5               | 1,027,000           |                         |                        |
| محافظة السويداء    | 6                      | 4               | 2               | 370,000             |                         |                        |
| محافظة القنيطرة    | 5                      | 3               | 2               | 90,000              |                         |                        |
| المجموع            | 250                    | 127             | 123             | 21,377,000          |                         |                        |

## الاقتراع
أغلقت صناديق الاقتراع في تمام الساعة التاسعة من مساء يوم الإثنين 15 تموز بعد قرار اللجنة القضائية العليا للانتخابات تمديد فترة الانتخابات لمدة ساعتين.

### التوترات الأمنية
في شمال شرق سورية منعت “قوات سوريا الديمقراطية” المدنيين من المشاركة في انتخابات مجلس الشعب، فقد قامت حواجز “قسد” بمصادرة البطاقات الشخصية للمتوجهين إلى مراكز مدينتي الحسكة والقامشلي، وفي دير الزور لم تسمح للمدنيين بالعبور إلى المناطق التي تسيطر عليها الحكومة السورية.
شهدت مدينة السويداء توتراً أمنياً بالتزامن مع بدء انتخابات مجلس الشعب وسط معلومات أفادت بقيام مسلحين بمنع وصول الناخبين إلى مراكز الاقتراع، وإتلاف صناديق وأوراق الاقتراع من قبل متظاهرين في بلدة “القريا”، وجرى إغلاق ثلاث مراكز اقتراع في بلدة “ملح”. كما وصل بعض المحتجين إلى وسط المدينة، في مظاهرة تدعو إلى مقاطعة الانتخابات. التوترات في السويداء تصاعدت بعد سماع إطلاق نار في الساحة التي تجري فيها الاحتجاجات، ما أدى لإصابة شخص ونقله للعلاج.بينما أدت التوترات الأمنية في درعا إلى نقل 25 مركزاً انتخابياً من منطقة الحراك إلى مدينة ازرع.

## فرز الأصوات
وضعت في عدد من المحافظات شاشات عرض رقمية أمام مراكز الفرز أو في الساحات العامة لعرض نتائج الفرز مباشرة وتحديث المعلومات بشكل دوري للمرشحين ووكلائهم. ومع استمرار عملية الفرز وتوالي الاعتراضات، وورود تقارير اللجان القضائية الفرعية، أعلنت اللجنة القضائية العليا للانتخابات تباعاً على لسان رئيسها القاضي جهاد مراد أن اللجان القضائية في محافظات درعا وحماة واللاذقية قررت إعادة الانتخابات في بعض صناديق الاقتراع.
وبّين القاضي مراد أن قرار اللجان القضائية جاء بسبب وجود بعض المخالفات المرتكبة، وغالباً ما تتعلق بوجود عدد مغلفات تزيد عن عدد المقترعين بنسبة تزيد على 2 بالمئة، وهذا ما نصت عليه المادة (68) من قانون الانتخابات السوري، كما تم تشكيل لجان مراكز انتخاب جديدة في كل مركز تمت إعادة الانتخاب به، ومنذ صباح يوم الثلاثاء 16 تموز بدأت عملية إعادة الانتخاب في هذه المراكز بوجود لجان جديدة.
وذكر القاضي مراد، أنه تمت معالجة بعض حالات الخلل التي يمكن أن تشكل جرماً يعاقب عليه القانون، فقد تم إعفاء ثلاثة رؤساء مراكز في منطقة الرستن التابعة لريف محافظة حمص، ولجنة انتخابية في بلدية جديدة الوادي بريف دمشق، وإلقاء القبض على مواطنين في مدينة حماة، بحوزتهم هويات شخصية بقصد استخدامها في مراكز الاقتراع، وقد تمت إحالة الحالات المذكورة إلى القضاء للتحقيق بهذه المخالفات، ثم العرض على النيابة العامة في المحافظات ذاتها التي وقعت فيها التجاوزات.
كما قررت اللجنة القضائية الفرعية في الدائرة الانتخابية في حلب ومناطق حلب قررت إلغاء الانتخاب في عدد من المراكز الانتخابية في مسكنة بريف حلب وفي مدينة حلب وإعادة الانتخاب فيها وبذات الناخبين الذين اقترعوا في تلك المراكز الملغاة، بسبب ارتكاب مخالفات واقتراع الناخبين ذاتهم أكثر من مرة، وتم تحديد يوم الاربعاء 17 تموز موعداً للانتخابات. وفي درعا قررت اللجنة القضائية الفرعية إعادة الانتخابات في ناحية الشجرة وتجمعاتها، وذلك لوجود تجاوزات ومخالفات في محاضر اللجان الانتخابية فيها، وتم نقل المراكز إلى المجمع الحكومي بمدينة درعا لإجراء الانتخابات فيه.

## النتائج
في يوم الخميس 18 تموز 2024، أعلنت اللجنة القضائية العليا للانتخابات في مؤتمر صحافي نتائج انتخابات مجلس الشعب للدور التشريعي الرابع. وقال رئيس اللجنة القاضي جهاد مراد أن عدد من يحق لهم الانتخاب 19 مليوناً و200 ألف و325 مواطناً، انتخب منهم 7 ملايين و326 ألفاً و844 مواطناً، بنسبة مشاركة بلغت 38.16 بالمئة.
حصد حزب البعث أكثر من ثلثي مقاعد مجلس الشعب السوري (170 مقعداً)، بالمقابل نالت أحزاب الجبهة الوطنية التقدمية أقل من 10% من مقاعد المجلس (14 مقعداً). وبلغ بذلك عدد أعضاء قائمة الجبهة 184 نائباً في المجلس. أما الأحزاب المرخصة بعد إقرار الدستور السوري الجديد عام 2012 فقد كانت مشاركتها بالانتخابات غير واضحة حيث ترشح رئيس حزب الإصلاح الوطني “حسين راغب الحسين” كمستقل عن دائرة إدلب ونجح في الانتخابات. وبالمحصلة بلغ أعضاء مجلس الشعب المستقلين 66 نائباً.
اللافت في هذه الانتخابات كان ترشح الحزب الشيوعي السوري خارج تحالف الجبهة الوطنية التقدمية، وقد خسر جميع مرشحيه في الانتخابات. وعلى رأسهم “عمار بكداش” الأمين العام للحزب وعضو مجلس الشعب خلال الدورة السابقة ونجل عائلة بكداش الشيوعية العريقة.
ومن أبرز ما حدث في هذه الانتخابات أن مرشح الحزب الشيوعي في الحسكة “عبد الرحمن خليل” خاض الانتخابات وهو معتقل لدى الإدارة الذاتية. (تسيطر على أجزاء واسعة من شمال وشرق سوريا). وقد أخلي سبيله بعد يوم واحد من الانتخابات حيث أمضى 7 أيام في السجن وهو عضو مجلس شعب عن الدور التشريعي 2020-2024.
بالمقابل شهدت الانتخابات عودة وجوه تقليدية مثل “محمد حمشو”، وخسارة وجوه تقليدية أخرى مثل “محمد قبنض” عضو مجلس الشعب السابق. وغيابات لأسماء معروفة بنفوذها مثل النائب السابق “فؤاد علداني” والنائب السابق “حسام قاطرجي” الذي خسر شقيقه “براء” باستهداف إسرائيلي يوم الانتخابات.
سجلت نسبة النساء حصة متدنية في مجلس الشعب السوري الجديد حيث لم تصل إلى 10%، واقتصر عدد النساء على 24 امرأة توزعوا على 12 محافظة من أصل 14. في حين لم تنجح أي امرأة في السويداء والقنيطرة جنوبي سوريا. أما نسبة الشباب (من هم بين 25 و30 عاماً) ممن نجحوا في انتخابات مجلس الشعب 2024 فهم فقط نائبين من أصل 250 نائباً - سن الترشح في سورية هو 25 وما فوق - أي أنهم أقل من 1% من نسبة النواب.

### الاعتراضات
في بداية الأسبوع التالي لإعلان النتائج صرح عضو المحكمة الدستورية العليا سعيد النحيلي أن هناك عدداً من المرشحين اللذين لم يفوزوا في انتخابات مجلس الشعب قدموا طعونهم أمام المحكمة، وأن البت بالطعون يبدأ اعتباراً من يوم الإثنين 22 تموز ويستمر البت بها سبعة أيام، ويمكن البت بها قبل انتهاء المدة المحددة للبت بالطعون، وأن قرار المحكمة مبرم وغير قابل لأي طريق من طرق المراجعة.